# إشنهاوزن
ايشن هاوزن (بالألمانية: Ichenhausen) هي بلدة ألمانية تقع في ألمانيا في غونتسبورغ.

## المدن التوأمة
مدن Valeggio sul Mincio، Changé و Saint-Germain-le-Fouilloux هي مدن توأمة لـايشن هاوزن.